# Little Nightmares II
Little Nightmares II je hororová puzzle plošinovka vyvinutá společností Tarsier Studios a vydaná společností Bandai Namco Entertainment. Hra vyšla 11. února 2021 pro Google Stadia, Nintendo Switch, PlayStation 4, Windows a Xbox One. Vylepšená verze s názvem Little Nightmares II: Enhanced Edition byla vyvinuta společností Supermassive Games a vydána 25. srpna 2021 pro PlayStation 5, Windows a Xbox Series X/S.

## Synopse
Příběh sleduje Mono, která musí spolupracovat se Sixem, hlavním hrdinou z Little Nightmares, aby přežila hrůzy Pale City a odhalila jeho temná tajemství.

## Vývoj
Hra byla poprvé oznámena na veletrhu Gamescom 2019 jako pokračování hry Little Nightmares a její vydání bylo plánováno na rok 2020. Hra však byla odložena nejen kvůli pandemii covidu-19, ale také proto, že potřebovala více času na vývoj. Demoverze hry byla vydána 30. října 2020.

## Vydání a ohlasy
Hra vyšla 11. února 2021 pro Google Stadia, Nintendo Switch, PlayStation 4, Windows a Xbox One. Vylepšená verze s názvem Little Nightmares II: Enhanced Edition byla vyvinuta společností Supermassive Games a vydána 25. srpna 2021 pro PlayStation 5, Windows a Xbox Series X/S.
Hra Little Nightmares II se po vydání dočkala pozitivních recenzí. Kritici chválili její grafiku a atmosféru, přičemž někteří ji považovali za lepší než jejího předchůdce. Během jednoho měsíce od vydání se hry prodalo milion kusů po celém světě. Pokračování, Little Nightmares III, vyjde 10. října 2025.